# تشيلسي موسم 2014–15
كان موسم 2014–15 هو الموسم التنافسي الـ101 لنادي تشيلسي لكرة القدم، والموسم السادس والعشرون على التوالي في الدوري الإنجليزي الممتاز، والموسم الثالث والعشرون على التوالي في الدوري الإنجليزي الممتاز، والعام الـ109 منذ وجوده كنادي كرة قدم. وبالإضافة إلى الدوري المحلي، شارك تشيلسي في دوري أبطال أوروبا بعد تأهله مباشرة إلى رحلة المجموعات باحتلاله المركز الثالث في الدوري الموسم الماضي. وحقق النادي لقبه الرابع في الدوري الإنجليزي الممتاز بفوزه على كريستال بالاس في 3 مايو 2015.
كان هذا الموسم هو الأول منذ موسم 2000–01 بدون فرانك لامبارد، الذي انضم إلى مانشستر سيتي.